# Drusilla Modjeska
Drusilla Modjeska (n. 17 octombrie 1946) este un scriitore australiană.